# Kaleidoscope (альбом Нэнси Уилсон)
Kaleidoscope — двадцать третий студийный альбом американской джазовой певицы Нэнси Уилсон, выпущенный в ноябре 1971 года на лейбле Capitol Records.

## Отзывы критиков
Джейсон Анкени из AllMusic присудил альбому три звезды из пяти, отметив, что альбом страдает некой разрозненностью, но при этом заявил, что такие песни как «If I Were Your Woman» «The Greatest Performance of My Life» и «I’ll Get Along Somehow», исполненные с фирменной утонченностью, перекрывают все недостатки. Композицию «Ain’t No Sunshine» он назвал «зенитом альбома». Колин Ларкин в своей энциклопедии The Virgin Encyclopedia of Jazz поставил альбому также три звезды из пяти.

## Список композиций
| №  | Название                              | Автор(ы)                                | Длительность |
| -- | ------------------------------------- | --------------------------------------- | ------------ |
| 1. | «The Greatest Performance of My Life» | Оскар Андерле, Роберт Аллен             | 3:19         |
| 2. | «If I Were Your Woman»                | Клай Мюррей, Леон Уэйр, Пэм Сойер       | 3:04         |
| 3. | «I’ll Get Along Somehow»              | Бадди Филдс, Джеральд Маркс             | 5:28         |
| 4. | «Middle of the Road»                  | Рубен Браун                             | 2:18         |
| 5. | «Let It Be Me»                        | Жильбер Беко, Манн Кёртис, Пьер Деланоэ | 4:29         |

| №                   | Название                 | Автор(ы)                         | Длительность |
| ------------------- | ------------------------ | -------------------------------- | ------------ |
| 1.                  | «To Be The One You Love» | Норман Ньюэлл, Стельвио Чиприани | 2:15         |
| 2.                  | «Mr. Bojangles»          | Джерри Джефф Уолкер              | 6:06         |
| 3.                  | «Ain’t No Sunshine»      | Билл Уизерс                      | 2:19         |
| 4.                  | «Everyone Knows»         | Рубен Браун                      | 2:20         |
| 5.                  | «Once in My Lifetime»    | Джек Шарп, Луис Энрике           | 4:02         |
| Общая длительность: | Общая длительность:      | Общая длительность:              | 36:04        |

## Участники записи
- Нэнси Уилсон — вокал, ассоциированный продюсер
- Джеймс Мак — дирижёр (A1, A3 — B2, B4, B5)
- Фил Райт — дирижёр (A2, B3)
- Дейв Кавано[англ.] — продюсер

## Чарты
| Чарт (1971)         | Высшая позиция |
| ------------------- | -------------- |
| США (Billboard 200) | 151            |